# District de Huangshigang
Le district de Huangshigang (黄石港区 ; pinyin : Huángshígǎng Qū) est une subdivision administrative de la province du Hubei en Chine. Il est placé sous la juridiction de la ville-préfecture de Huangshi.